# Chùa Thới Sơn
Chùa Thới Sơn tọa lạc tại khu vực núi Két, thuộc phường Thới Sơn, thị xã Tịnh Biên, An Giang, Việt Nam. Đây là một ngôi chùa thờ Tam bảo của đạo Bửu Sơn Kỳ Hương, và là một di tích lịch sử cách mạng của tỉnh.

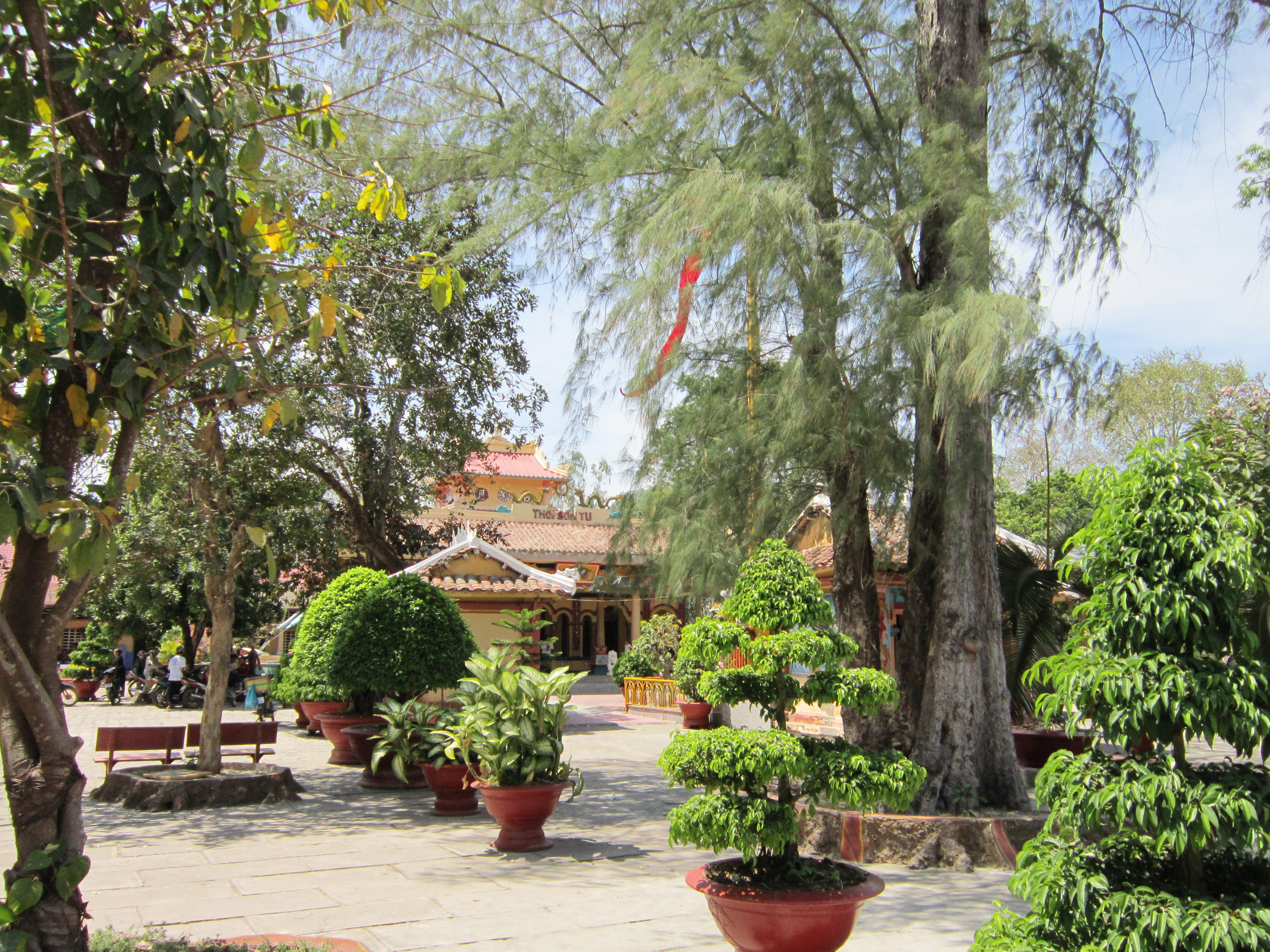
Toàn cảnh chùa Thới Sơn

## Lịch sử

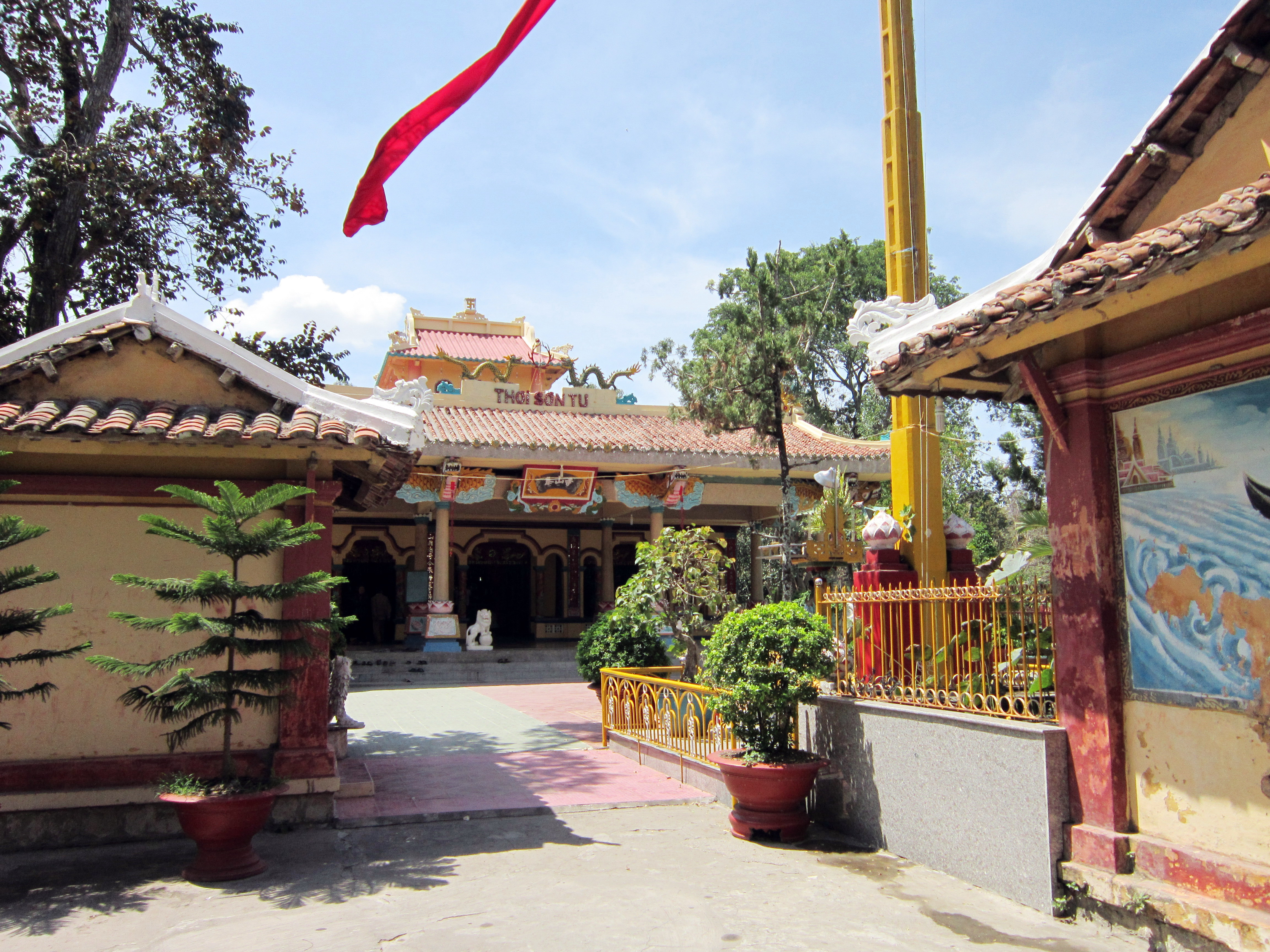
"Trước miễu sau chùa" ở chùa Thới Sơn

Sau khi sáng lập đạo Bửu Sơn Kỳ Hương vào năm 1849, Phật Thầy Tây An (tên thật là Đoàn Minh Huyên, 1807-1856), đã lần lượt dẫn các tín đồ và người dân nghèo đi khai hoang lập làng ở nhiều nơi, trong đó có hai làng Hưng Thới và Xuân Sơn, mà sau này hợp thành phường Thới Sơn, thuộc thị xã Tịnh Biên.
Tại địa bàn của hai làng ấy, Phật Thầy Tây An đã cho dựng đình Thới Sơn để thờ Thành hoàng Bổn cảnh, là vị thần chủ quản vùng đất mà họ đến khai phá. Đồng thời, ông còn cho dựng hai "trại ruộng", tức căn nhà bằng cây lá đơn sơ để có chỗ ở khi làm ruộng. Và cũng để thỏa mãn nhu cầu tính ngưỡng tâm linh, ông cho lập bàn thờ Tam bảo ở trong khu vực trại, mà về sau được biến cải thành chùa. Đó chính là chùa Thới Sơn và chùa Phước Điền (tục gọi Trại Ruộng) ngày nay.
Ngày 26 tháng 8 năm 1999, Chính quyền tỉnh An Giang đã ra Quyết định công nhận chùa Thới Sơn là một di tích lịch sử cách mạng của tỉnh .

## Kiến trúc, thờ phụng

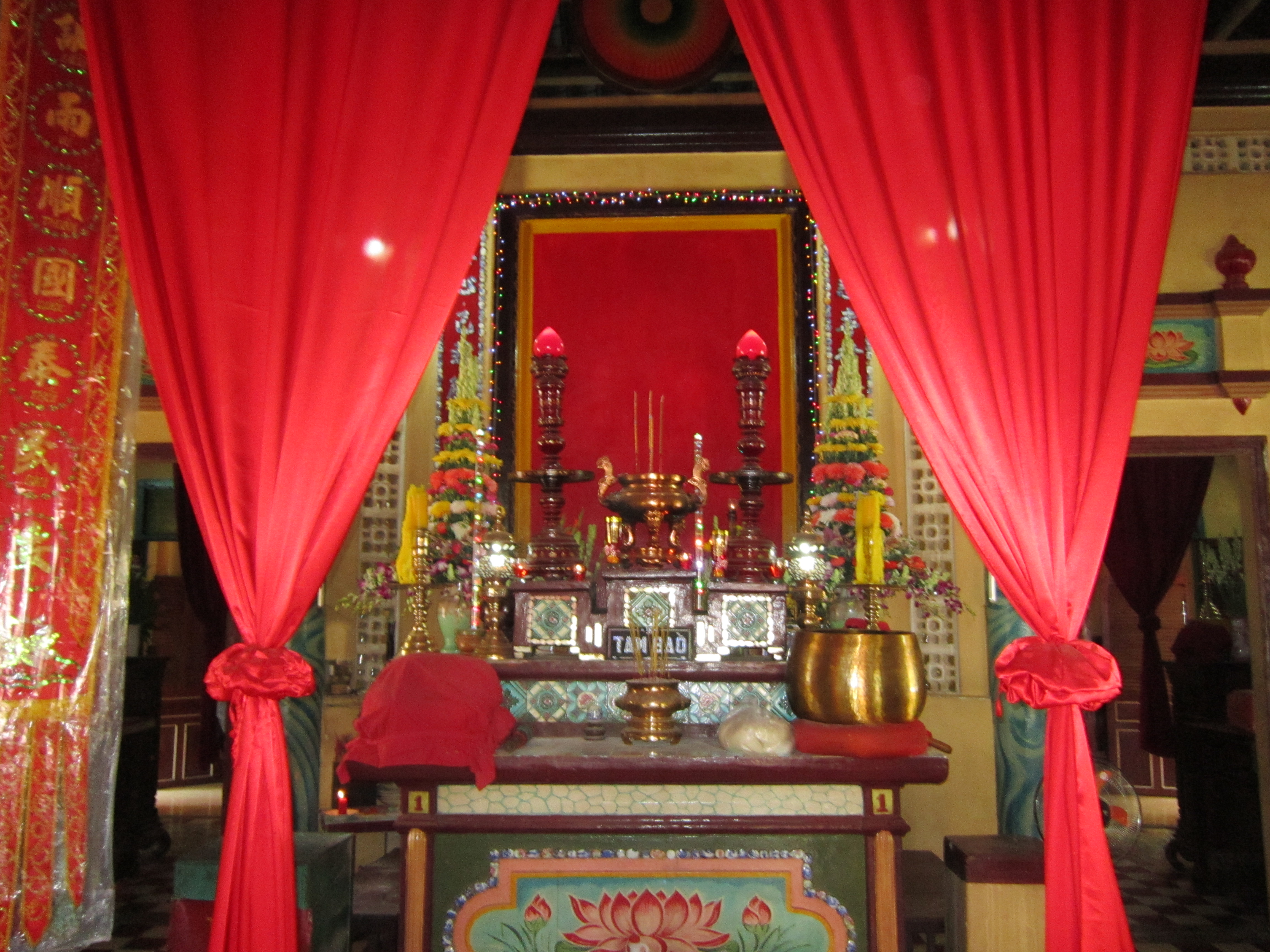
Bàn thờ Tam bảo trong chính điện

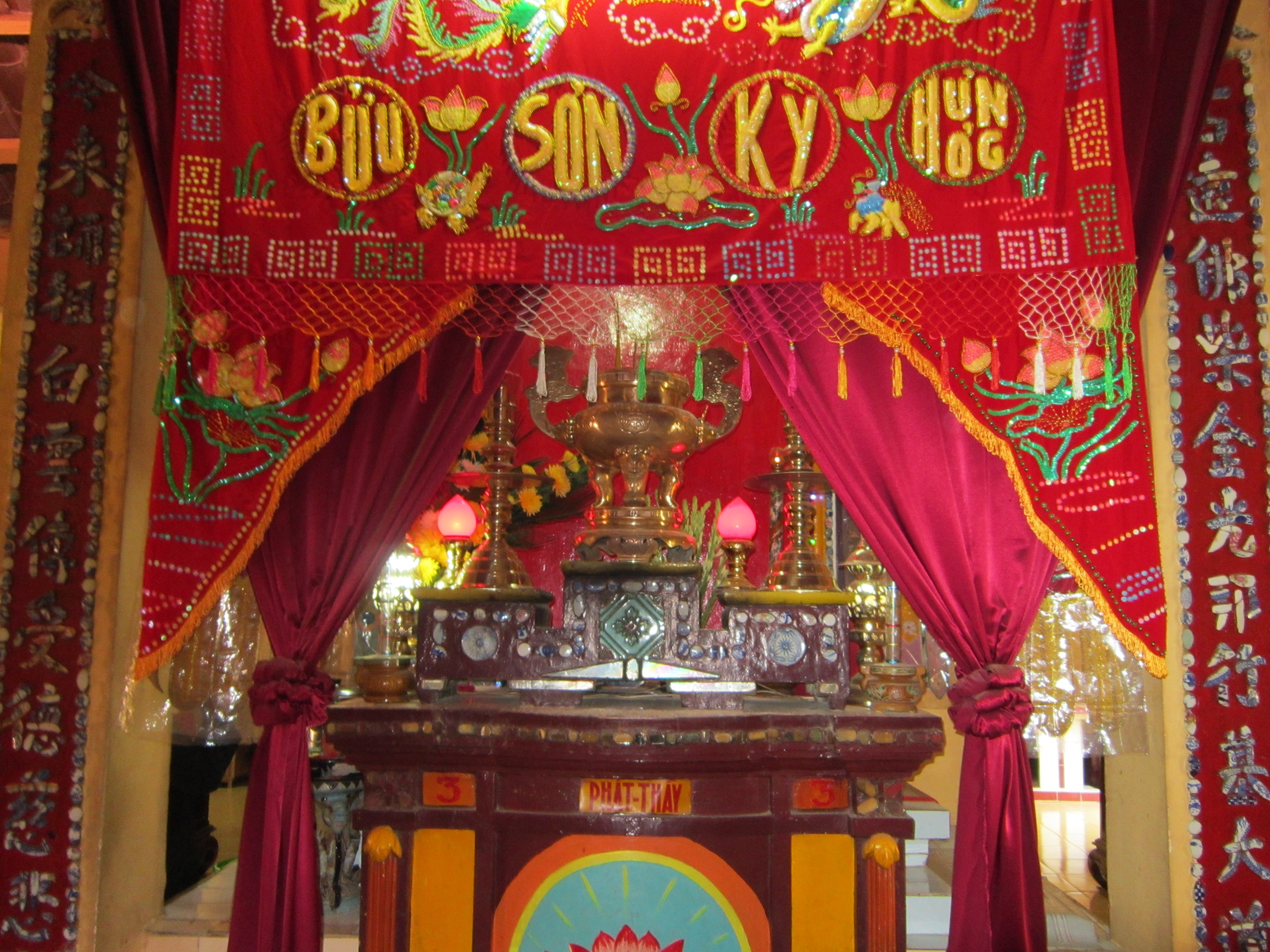
Bàn thờ Phật Thầy Tây An trong hậu điện

Chùa Thới Sơn ngày nay tọa lạc trên một khuôn viên rộng có nhiều cây xanh, và đã được xây dựng kiên cố và đẹp đẽ. Trong chùa, gồm có hai phần: chính điện và hậu điện. Trong chính điện có bàn thờ Tam bảo, và trong hậu điện có bàn thờ Phật Thầy Tây An. Trên cả hai bàn thờ đều không có các hình tượng, mà chỉ có một bức Trần điều lớn màu đỏ (ảnh).
Ở phía trước sân chùa Thới Sơn, có 3 ngôi miễu nhỏ (thờ Vinh thần, Tả và Hữu ngoại Sơn thần; nhưng cũng không có hình tượng) theo mô hình "trước miễu sau chùa" thường thấy ở các ngôi chùa của đạo Bửu Sơn Kỳ Hương.
Ngoài ra, trong khuôn viên chùa còn có các nhà dành cho khách thập phương đến viếng và nghỉ lại.
Hằng năm, vào ngày 14 và 15 tháng Giêng (âm lịch), chùa Thới Sơn đều có tổ chức lễ cúng Tam bảo, Phật Thầy, và cầu an cho năm mới rất long trọng, thu hút nhiều tín đồ và khách thập phương đến dự .

## Xem thêm

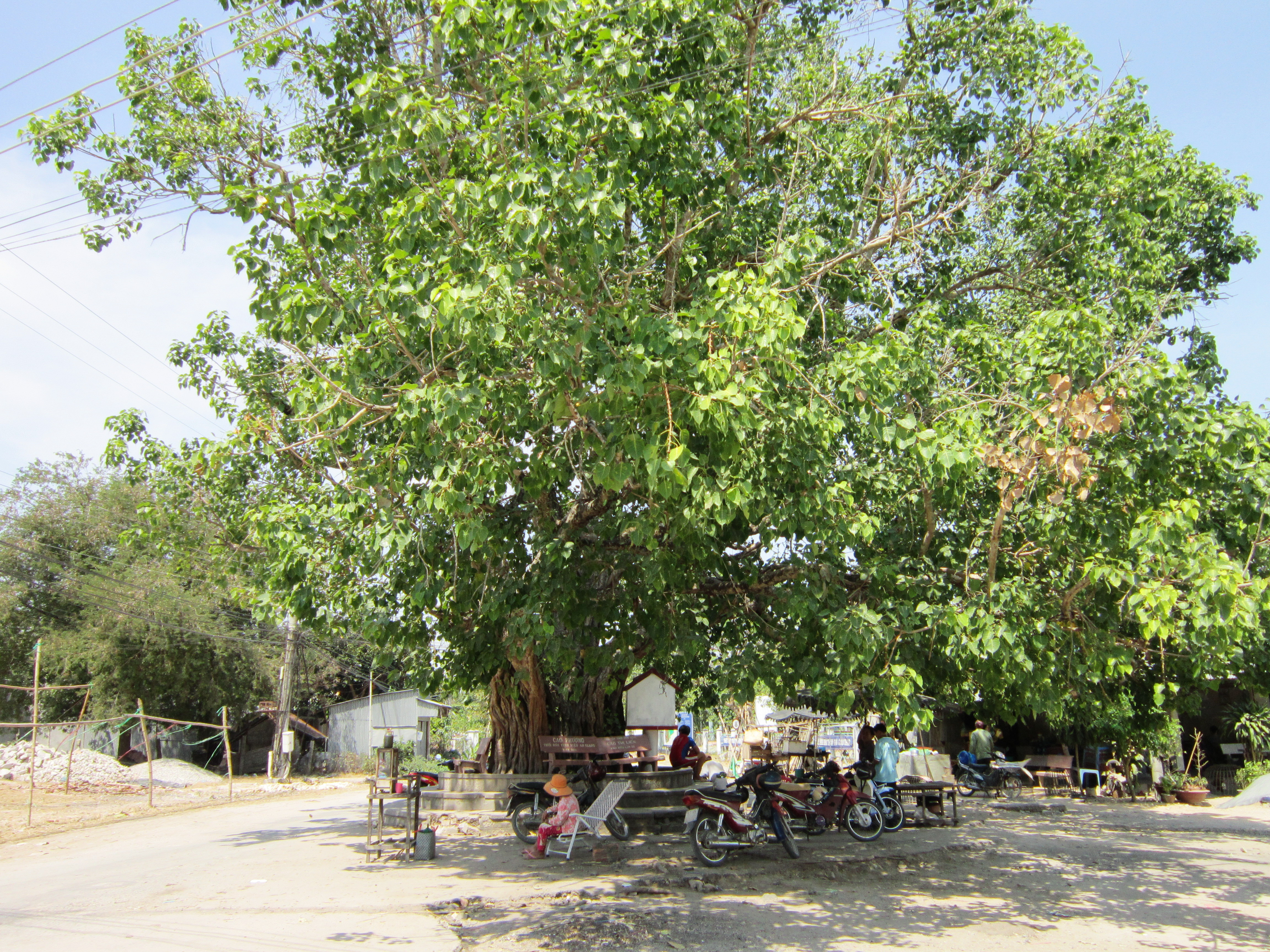
Cây lâm vồ to lớn ở trước cổng chùa Thới Sơn. Tương truyền, cây do Phật Thầy Tây An trồng khi xưa.

## Sách tham khảo
- Trịnh Vân Thanh, tiểu mục "Trại ruộng ở Thới Sơn" in trong Thành ngữ - Điển tích - Danh nhân từ điển (tập 2). Nhà xuất bản Hồn Thiêng, Sài Gòn, 1967.